# Skredsviks varv
Skredsviks varv inne i Gullmarsfjorden, grundades ursprungligen av  skeppsredare Olof August Johansson.
Han arrenderade ett stycke mark, Kvarnkasen under Studseröd, som gränsade mot Studserödsbukten och bedrev båtbyggeri i begränsad omfattning. Rörelsen utvecklades och flyttades till Stenvik, som är beläget något öster om Kvarntången i Studserödsviken av hans tre äldsta söner, Johan, Anders och Olof. De inriktade verksamheten i än högre grad mot skeppsbyggeri.
Efter ungefär ett decennium flyttades verksamheten ytterligare en gång till det ställe där varv et nu är beläget. Vid den nya varvsanläggningen uppfördes den första skrovhallen, inom vilken det var möjligt att bygga fartyg upp till 65 fot. Denna byggnad uppfördes 1911. Skeppsbyggmästare Olof S Olsson hade rykte om sig att vara både en skicklig båtkonstruktör och båtbyggare. Under några decennier var Bröderna Olssons Båtvarv i Skredsvik ett begrepp såväl bland skärgårdsbefolkningen som inom båtbyggerisektorn.
Bröderna Olsson & Co., Båtvarv, bildades den 14 januari 1935 av åtta av Olof Olssons söner. Eftersom den nionde och yngste brodern, Östen Olsson (f. 1915), då inte var myndig blev han delägare först ett år senare. Till styrelse i det nya bolaget utsågs bröderna Ivar Orsbeck, Verner Olsson och Gunnar Olsson, vilka hade rätt att teckna firman var för sig. Verner Olsson blev föreståndare för bolaget. Under åren 1937-38 gjordes ett omfattande sprängnings- och planeringsarbete av varvsområdet. Dessutom byggdes helt ny varvshall inklusive smedja och verkstad. Skrovhallen ( 40 x 20 meter) blev den största jämfört med alla andra träfiskebåtsvarv. Den var försedd med två stapelbäddar med möjlighet att bygga fartyg upp till 100 fot på den ena och 90 fot på den andra. Den första fiskebåten som byggdes i den nya skrovhallen var LL 785 Dux från Smögen. Hon var med en längd av 80 fot det största fiskefartyget som byggts i Sverige vid leveransen i september 1938. Studseröd var då ett av få företag som byggde sina fartyg inomhus. Under 1930- och 40-talet var produktionen vid varvet upp till 5 - 6 båtar per år och vissa år kunde det bli än högre. Senare under 50-talet då fartygen blev större och mer avancerade, byggdes i genomsnitt två fartyg per år. Bolaget ombildades 1957 till Bröderna Olssons båtvarv AB.
Den 31 maj 1966 skrev Ragnar Hurdén och handelsbolaget Kullen Hurdén & Co, Lysekil, kontrakt med Bröderna Olssons båtvarv om en 95 fots trålare utrustad med 840 hkr June-Munktell semidieselmotor. Fartyget utgjorde varvets nybyggnadsnummer 251, vilket skulle visa sig bli den sista fiskebåten som byggdes i Studseröd. År 1978 försåldes varvet och Aktiebolaget Bröderna Olssons båtvarv upphörde.
Varvet har under årens lopp hunnit med att producera över 250 olika fartyg och majoriteten av Lysekils och Smögens fiskeflotta är byggd just på Studseröds varv.

## Byggda fartyg i urval
- 1916 Pamela, fraktfartyg
- 1926 Fiskefartyget Virgo
- Fiskeminsveparen HMS Galten (M46), med en längd på 24 meter och beväpnad med en 20 mm kanon.
- 1966 Trålare, varvsnummer 251, varvets sist byggda fiskefartyg